# Thüringische Landesversicherungsanstalt

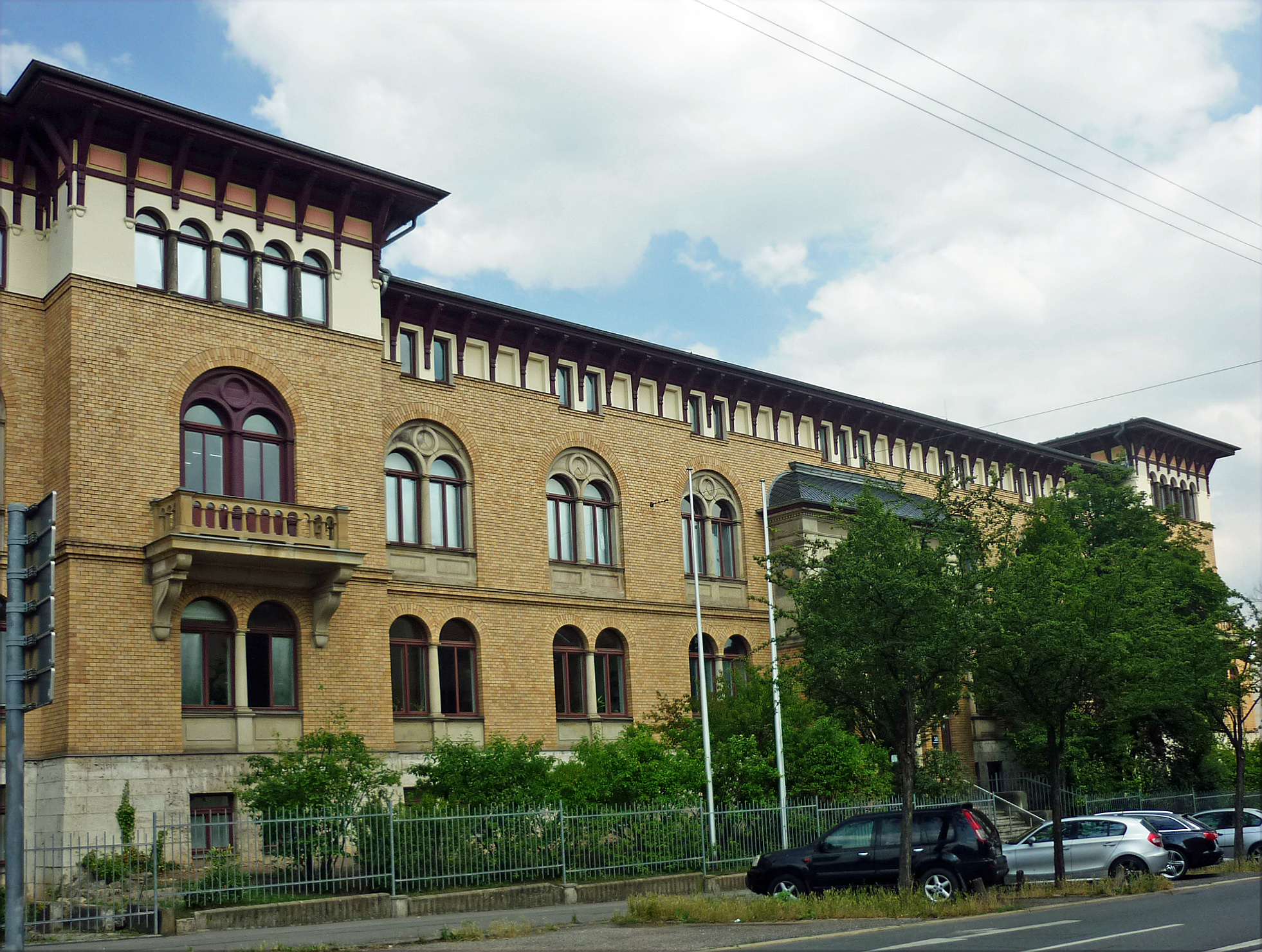
Gebäude der Thüringischen Landesversicherungsanstalt

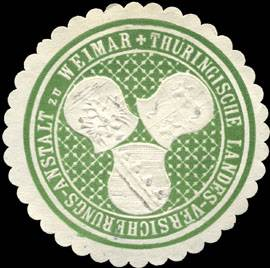
Thüringische LVA zu Weimar, Siegelmarke

Das Gebäude der Thüringischen Landesversicherungsanstalt in der Erfurter Straße 38 in Weimar wurde 1892/1893 nach Plänen des Architekten Bruno Eelbo für die seit 1850 existierende, später allerdings nach Gotha verlegte Institution errichtet.
Die Fassaden des repräsentativen mehrgeschossigen Gebäudes im Stil der italienischen Renaissance sind überwiegend durch Ziegelmauerwerk geprägt. Im Jahre 1907 wurde in der Fuldaer Straße ein im gleichen Stil gehaltener Erweiterungsbau angefügt. Beide Gebäudeteile sind mit einem Verbindungsgang miteinander verbunden. Im Jahre 1940 wurde der Komplex aufgestockt, sodass der Westflügel seine heutige Gestalt bekam. Die drei nördlichen Achsen wurden durch die Luftangriffe auf Weimar zerstört und worden 1997 durch moderne Anbauten ersetzt. 
In der DDR-Zeit befand sich hier eine Medizinische Fachschule (ab 1972 Medizinische Fachschule „Walter Krämer“), wo medizinisches Personal in verschiedenen Berufen ausgebildet wurde. Heute ist hier der Sitz der Deutschen Rentenversicherung in Weimar.
Das Gebäude steht auf der Liste der Kulturdenkmale in Weimar (Einzeldenkmale).